# إبراهيم قراعين
إبراهيم محمد جمعة قَرّاعين (1947) شاعر وصحفي فلسطيني. ولد في سلوان بالقدس ودرس بها. حصل على شهادة الماجستير في الأدب الإنكليزي من الجامعة العبرية في القدس. عمل مدرّسًا في مدارس الضفة الغربية والقدس، ومعاهدهما. رأس تحرير مجلة العودة المقدسية العربية والإنجليزية، بين عامي 1982 - 1988 حتى أغلقت. عمل أيضًا مديرًا عامًا لمكتب الخدمات الصحفية الفلسطيني منذ 1979. هو عضو الهينة العامة لرابطة الصحفيين العرب، واتحاد الكتاب الفلسطينيين، والمركز العربي للموسيقا والمسرح الفلسطيني. له دواوين شعرية عديدة.

## سيرته
ولد إبراهيم محمد جمعة قرّاعين سنة 1363 هـ/ 1947 م في سلوان، القدس ونشأ ودرس بها. أنهى دراسته الأكاديمية في الجامعة العبرية في القدس فحصل على درجة الماجستير في الأدب الإنجليزي. ثم عمل مدرّسًا في مدارس ومعاهد الضفة الغربية والقدس لمدة 12 عامًا. دخل الصحافة وعمل رئيسًا لتحرير مجلة العودة المقدسية العربية والإنجليزية من 1982 حتى 1988 التي أغلقت من قبل سلطات الإسرائيلي.

عمل مديرًا عامًا للمكتب الفلسطيني للخدمات الصحفية. منذ 1979. انتحب رئيسًا للمجلس الفلسطيني الأعلى للثقافة والإعلام في الضفة والقطاع. هو عضو الهيئة العامة لرابطة الصحفيين العرب، واتحاد الكتاب الفلسطينيين ومجلس أمناء جمعية التكافل، والمركز العربي للموسيقي، ومسرح القصبة الفلسطيني، والمسرح الوطني الفلسطيني.

## شعره
قال عن شاعريته شاكر فريد حسن في 20 يونيو 2020:

## مؤلفاته
من دواينه الشعرية:
- بين الحب والحرب، اشتمل على 25 قصيدة متنوعة الموضوعات، 1975.
- بيارق فوق الحطام، 1980
- تعود أمواج البحار إلى البحار، 1989
- مقامات غلبان المقدسي، مخطوط

## وصلات خارجية
- معجم البابطين - الحلقة (39) إبراهيم قراعين